# Moeritherium
Moeritherium é um dos mais antigos proboscídeos que já se tem notícia. O seu nome significa "Besta de Moeris" (lago onde foi achado o primeiro fóssil desse animal) surgiu há 36 milhões de anos e tinha apenas 60 centímetros de altura. Não se sabe ao certo se possuía tromba, se possuísse eram pequenos vestígios semelhantes ao das antas e suas orelhas e presas eram pequenas. 
Habitou o norte da África no final do Eoceno e seu tamanho se assemelhava ao de uma anta. Alimentava-se de gramíneas à beira e dentro da água. Pode ter adotado o estilo de vida semi-aquático como dos atuais hipopótamos.
Segundo estudos recentes o Moeritherium é um ancestral comum entre os proboscídeos (elefantes, mamutes, etc.) e os sirênios (peixe-boi, manati, etc.). Como seu modo de vida era anfíbio os moeritheriuns devem ter se dividido em dois grupos: um que abandonou a água e outro que permaneceu nela até se tornar completamente aquático. Levanta-se a hipótese de um isolamento geográfico da espécie, tendo um grupo ficado em uma região seca e o outro em uma região com abundância de fontes de água, proporcionando a especiação para os dois grupos de mamíferos.

## Características físicas
Possuía características primitivas para um Proboscideo, tendo apenas uma pequena probóscide e tendo suas pequenas presas e dentes especializados para mastigar plantas ou até frutas, suas orelhas eram provavelmente pequenas em relação ao seu tamanho, e viviam muito possívelmente próximo de lagoas ou lugares mais frescos, isso por causa da sua aparência similar a de um hipopótamo.

## Evolução
Moeritherium é um Probóscideo basal que deu origem a todo tipo de Probóscideo vivo hoje ou já extintos, inclusive aos elefantes atuais, tanto os asiáticos quanto os africanos. Animais como este tinham características muito primitivas, como as suas presas que eram bem pequenas e que foram ficando maiores e mudando com o tempo.